# Ammophila parapolita
Ammophila parapolita är en biart som först beskrevs av Fernald 1934.  Ammophila parapolita ingår i släktet Ammophila och familjen grävsteklar. Inga underarter finns listade i Catalogue of Life.